# Општина Саку (Караш-Северин)
Саку (рум. Sacu) општина је у Румунији у округу Караш-Северин.
Oпштина се налази на надморској висини од 150 m.